# Karate ai Giochi della XXXII Olimpiade - 75 kg maschile
La gara di Kumite 75 kg è la seconda categoria maschile di peso per il Karate ai Giochi della XXXII Olimpiade; la gara si è svolta il 6 agosto 2021 presso il Nippon Budokan di Tokyo. Vi hanno partecipato 10 atleti in rappresentanza di altrettanti paesi.

## Formato
La competizione prevedeva una fase a gironi, composta da due pool, e una fase a eliminazione diretta. Entrambi i gironi erano composti da cinque atleti. I due migliori atleti di ogni girone si qualificano per le semifinali dove il primo classificato del girone A compete contro il secondo classificato del girone B e viceversa. La competizione non prevedeva nessuna finale per la medaglia di bronzo che è stata assegnata agli atleti sconfitti nelle semifinali.

## Risultati

### Finali
|  | Semifinali       | Semifinali       | Semifinali |            |                | Finale         | Finale | Finale |  |
|  |                  |                  |            |            |                |                |        |        |  |
|  | Gábor Hárspataki | Gábor Hárspataki | 0          |            |                |                |        |        |  |
|  | Gábor Hárspataki | Gábor Hárspataki | 0          |            |                |                |        |        |  |
|  | Rafael Aghayev   | Rafael Aghayev   | 7          |            |                |                |        |        |  |
|  | Rafael Aghayev   | Rafael Aghayev   | 7          |            | Rafael Aghayev | Rafael Aghayev | 0      |        |  |
|  |                  |                  |            |            | Rafael Aghayev | Rafael Aghayev | 0      |        |  |
|  |                  |                  | Luigi Busà | Luigi Busà | 1              |                |        |        |  |
|  | Luigi Busà       | Luigi Busà       | Luigi Busà | Luigi Busà | 1              | 3              |        |        |  |
|  | Luigi Busà       | Luigi Busà       |            |            |                |                |        |        |  |
|  | Stanislav Horuna | Stanislav Horuna | 0          |            |                |                |        |        |  |

### Pool A
| Pos. | Atleta            | Incontri            | Incontri           | Incontri            | Incontri               | Incontri          | Riassunto | Riassunto | Riassunto | Riassunto | Riassunto | Punti | Punti | Punti | Punti |
| Pos. | Atleta            | Ungheria (bandiera) | Ucraina (bandiera) | Giappone (bandiera) | Stati Uniti (bandiera) | Egitto (bandiera) | Bout      | W         | D         | L         | Pts       | Tot.  | Yuko  | W-a   | Ippon |
| ---- | ----------------- | ------------------- | ------------------ | ------------------- | ---------------------- | ----------------- | --------- | --------- | --------- | --------- | --------- | ----- | ----- | ----- | ----- |
| 1    | Gábor Hárspataki  | -                   | 0:0                | 3:1                 | 3:8                    | 2:2               | 4         | 2         | 1         | 1         | 5         | 8:11  | 5:5   | 0:0   | 1:2   |
| 2    | Stanislav Horuna  | 0:0                 | -                  | 2:1                 | 2:1                    | 1:4               | 4         | 2         | 1         | 1         | 5         | 5:6   | 5:4   | 0:1   | 0:0   |
| 3    | Ken Nishimura     | 1:3                 | 1:2                | -                   | 2:0                    | 8:7               | 4         | 2         | 0         | 2         | 4         | 12:12 | 12:9  | 0:0   | 0:1   |
| 4    | Thomas Scott      | 8:3                 | 1:2                | 0:2                 | -                      | 7:6               | 4         | 2         | 0         | 2         | 4         | 16:13 | 4:10  | 0:0   | 4:1   |
| 5    | Abdalla Abdelaziz | 2:2                 | 4:1                | 7:8                 | 6:7                    | -                 | 4         | 1         | 0         | 3         | 2         | 19:18 | 14:12 | 1:0   | 1:2   |

### Pool B
| Pos. | Atleta             | Incontri          | Incontri               | Incontri            | Incontri              | Incontri             | Riassunto | Riassunto | Riassunto | Riassunto | Riassunto | Punti | Punti | Punti | Punti |
| Pos. | Atleta             | Italia (bandiera) | Azerbaigian (bandiera) | Germania (bandiera) | Kazakistan (bandiera) | Australia (bandiera) | Bout      | W         | D         | L         | Pts       | Tot.  | Yuko  | W-a   | Ippon |
| ---- | ------------------ | ----------------- | ---------------------- | ------------------- | --------------------- | -------------------- | --------- | --------- | --------- | --------- | --------- | ----- | ----- | ----- | ----- |
| 1    | Luigi Busà         | -                 | 3:1                    | 2:2                 | 0:2                   | 5:0                  | 4         | 3         | 0         | 1         | 6         | 10:5  | 6:5   | 2:0   | 0:0   |
| 2    | Rafael Aghayev     | 1:3               | -                      | 2:1                 | 3:2                   | 5:0                  | 4         | 3         | 0         | 1         | 6         | 11:6  | 9:4   | 1:1   | 0:0   |
| 3    | Noah Bitsch        | 2:2               | 1:2                    | -                   | 3:3                   | 8:3                  | 4         | 2         | 0         | 2         | 4         | 14:10 | 9:4   | 1:0   | 1:2   |
| 4    | Nurkanat Azhikanov | 2:0               | 2:3                    | 3:3                 | -                     | 6:3                  | 4         | 2         | 0         | 2         | 4         | 13:9  | 5:6   | 1:0   | 2:1   |
| 5    | Tsuneari Yahiro    | 0:5               | 0:5                    | 3:8                 | 3:6                   | -                    | 4         | 0         | 0         | 4         | 0         | 6:24  | 0:10  | 0:4   | 2:2   |